# 高野宏一郎
髙野 宏一郎（たかの こういちろう、1939年4月27日 - ）は、日本の政治家。初代新潟県佐渡市長（2期）。

## 経歴
新潟県佐渡市出身。慶應義塾大学商学部卒業。
佐渡テレビジョン代表取締役社長、マルゴ味噌代表取締役社長等を経て、2000年真野町長に就任。
2004年佐渡市初代市長に就任。2期8年務め、2012年任期満了に伴い退任。
現在は「曽我さん母娘を救う会」顧問を務める。